# 한국수상레저클럽
한국수상레저클럽은 수상레저스포츠 산업발전을 위한 교육 및 프로그램의 개발 등을 목적으로 2010년 12월 21일 설립 허가된 대한민국 해양경찰청 소관의 비영리사단법인이다.